# CJRG-FM
CJRG-FM, s'identifiant en ondes sous Radio-Gaspésie, est une station de radio communautaire québécoise basée à Gaspé, diffusant à la fréquence 94,5 MHz sur la bande FM.
Elle diffuse des programmes de proximité à destination de la partie orientale de la péninsule Gaspésienne.

## Historique
Offrir à la communauté de l'Est de la Péninsule gaspésienne une radio de qualité, accessible à tous, qui reflète son milieu par sa programmation et son information journalistique et de contribuer au mieux-être de la communauté ainsi qu'au succès des campagnes publicitaires de ses clients.
Radio Gaspésie est un organisme communautaire à but non lucratif, incorporé en vertu de la troisième partie de la Loi des compagnies du Québec. Il a été fondé le 20 janvier 1974 par des gens du milieu, a obtenu sa licence du CRTC en mars 1977 et entré en ondes le 1er décembre 1978.
Son siège social est situé à Gaspé. Il est géré par un conseil d'administration composé de sept membres élus en assemblée générale annuelle ayant un mandat de deux ans et d'un employé, soit le directeur général; ce dernier a sous sa responsabilité onze travailleurs permanents, six travailleurs à temps partiel et une dizaine de bénévoles. L'organisme compte environ deux mille membres. Il est sous la juridiction fédérale, donc assujettie aux Normes canadiennes du travail.
Il détient un permis du CRTC (Conseil de la radiodiffusion et des télécommunications canadiennes) d'une durée de sept ans de diffusion de radio communautaire de type A, c'est-à-dire une radio de premier service avec marché. Ce permis lui donne le droit d'être le seul diffuseur FM sur le territoire de Gaspé (de L'Anse-à-Valleau jusqu'à Percé, incluant Murdochville) et le droit de s'autofinancer par la vente de publicité, de cartes de membre et de réaliser des activités d'autofinancement. En revanche, il doit respecter les engagements de la radiodiffusion selon les normes du CRTC tels que d'offrir un minimum de 126 heures de production par semaine contenant ± 20 % de création orale, 70 % de musique de type populaire rock danse, 10 % de type musique western, 7 heures d'émission pour la communauté anglophone, et surtout d'offrir un service d'information locale desservant les communautés de Gaspé, Percé et Murdochville.

## Fréquences
- L'Anse-à-Valleau ► 95,3 FM
- Béchervaise ► 97,3 FM
- Cloridorme ► 98,9 FM
- Gaspé (Centre) ► 94,5 FM
- Grande-Vallée ► 98,5 FM
- Murdochville ► 104,7 FM
- Petite-Vallée ► 99,9 FM
- Rivière-au-Renard ► 97,9 FM

## Équipe (2024)
Animateurs
- Yannik Bergeron
- Dave Ferguson Biard
- Caroline Farley
- Maxime Heim
- Jacques Henry
- Ezekyel Bergeron
- Myriam Pelletier

Journalistes
- Richard O'Leary (journaliste)
- Gilles Philibert (journaliste)

Ventes
- Paul Minville (directeur des ventes)
- Stéphanie Chouinard (Concepteur publicitaire)
- Laurent Corriveau (réception/routage)

Administration
- Dave Synnott (Directeur-général)
- Nancy Blouin (Adjointe à la direction)
- Maxime Viau  (Directeur de la programmation et du contenu web)
- Dave Ferguson Biard (Directeur musical et webmestre)